# Friedhelm Schwamborn

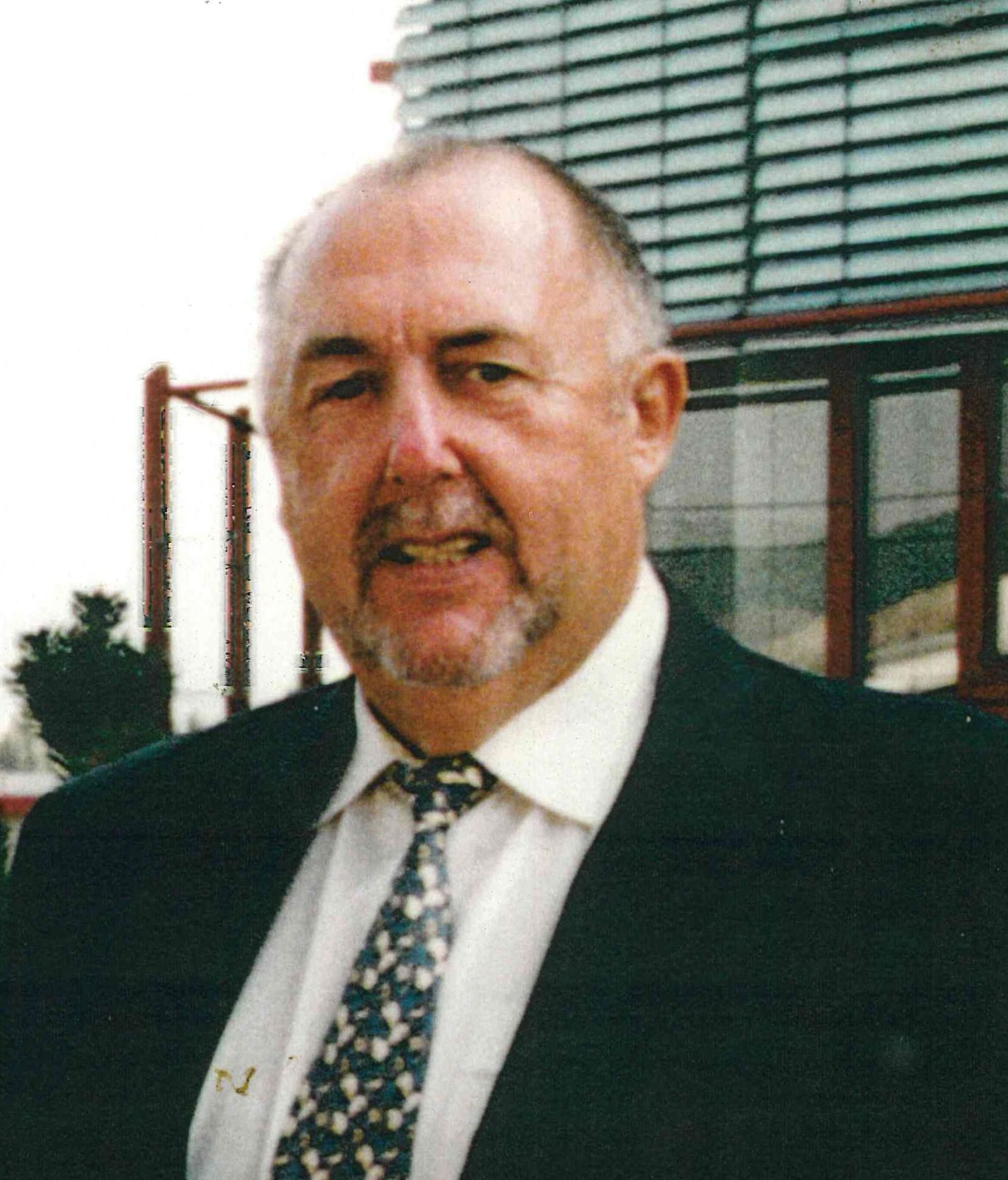
Friedhelm Schwamborn

Friedhelm Schwamborn (* 29. August 1938 in Broich; † 6. Oktober 2020 in Bonn) war ein deutscher Dozent und Wissenschaftsmanager. Er war viele Jahre im Rahmen der Wissenschaftskooperation mit Brasilien und Lateinamerika tätig. Er war Gründer und Direktor des DAAD-Regionalbüros in Rio de Janeiro, Direktor der Programmabteilung Süd des DAAD, und stellvertretender Generalsekretär des DAAD in Bonn. Er war maßgeblich an der Schaffung des Araripe-Geoparks im brasilianischen Bundesstaat Ceará beteiligt.

## Leben
Friedhelm Schwamborn wurde im damals zu Broich gehörenden Herrenteich-Kreuzkapelle bei Much als jüngstes von sechs Kindern von Gerhard Schwamborn und Gertrud Schwamborn geb. Schlösser geboren. Seine Kindheit und Jugend waren vom Leben im Gasthaus Herrenteich geprägt. Die Schulausbildung absolvierte er in Much und Siegburg. Es folgte das Studium der Romanistik und Anglistik an der Friedrich-Wilhelms-Universität Bonn. Von Oktober 1961 bis September 1962 war er Assistant d‘allemand in Cambrai (Frankreich). Sein Staatsexamen legte er 1964 ab und war anschließend Lehramtsreferendar an der Otto-Kühne-Schule und am Nikolaus-Cusanus-Gymnasium in Bonn. 1968 wurde er an der Universität Bonn promoviert mit der Dissertation über „Das Spanienbild Domingo Faustino Sarmientos“.
Während seines ersten Aufenthaltes in Brasilien war er von 1968 bis 1971 DAAD-Lektor und Leiter des Deutschen Kulturhauses an der Universidade Federal do Ceará und im Jahr 1971 DAAD-Lektor an der Universidade Federal do Rio de Janeiro. In Rio de Janeiro baute er die Zweigstelle des DAAD auf und war von 1972 bis 1978 Direktor des DAAD-Regionalbüros.
Im Jahr 1978 kehrte er in die DAAD-Zentrale nach Bonn zurück, wo er als Gruppenleiter Süd und Leiter der Stipendienabteilung tätig war und übernahm von 1989 bis 1995 erneut die Position des Direktors der Außenstelle Rio. Ab 1995 wechselte er wieder nach Bonn als Direktor der Programmabteilung Süd und war von 1998 bis 2000 stellvertretender Generalsekretär des DAAD. Im Anschluss daran übernahm er bis zu seinem Eintritt in den Ruhestand im Jahr 2004 nochmals die Leitung der Außenstelle in Rio de Janeiro.
Seit 2004 lebte er in Bonn und Fortaleza.
Schwamborn war seit 1966 mit seiner Studienkollegin Ingrid Schwamborn, geb. Kuske verheiratet.

## Besondere Projekte
Im Jahr 1974 war Schwamborn Teilnehmer an der Unterzeichnung des Sonderabkommens mit dem CNPq über den Austausch von Wissenschaftlern und an bilateralen Regierungsverhandlungen über die wissenschaftlich-technologische Zusammenarbeit. 1989 kam das erste Doktorandenprogramm mit einem deutschen und einem ausländischen Betreuer der Doktorarbeit („Sandwich-Programm“) in der Zusammenarbeit CAPES-DAAD zustande. Im Jahr 1992 nahm er teil am Programm der UNO-Konferenz für Umwelt und Entwicklung (ECO 92) in Rio de Janeiro.
Außerdem kam es zur Weiterentwicklung des Sur Place-Stipendienprogramms und konzeptionellen Entwicklung des Zentralamerikaprogramms des DAAD.
1994 erfolgte eine erste Auswahl von PROBRAL-Programmprojekten in der Zusammenarbeit CAPES-DAAD, das erste UNIBRAL-Programm in der Zusammenarbeit CAPES-DAAD startete 2001.
Schwamborn begründete gemeinsam mit Gero Hillmer (emeritierter Professor der Universität Hamburg) die Initiative zur Schaffung des Araripe-Geoparks, dem ersten Geopark der Südhalbkugel. Diese Initiative setzte er gemeinsam mit Gero Hillmer, André Herzog und Hélio Barros um. Die Anerkennung des Araripe-Geoparks durch die UNESCO erfolgte im Jahr 2006.

## Ehrungen und Auszeichnungen
- 1971: Medaille für Verdienste um die Bildung („Medalha de Mérito Educacional“, Universidade Federal do Ceará)[1]
- 2000: Rio-Branco-Orden, Brasilien[1]
- 2004: Ehrenbürger des Bundesstaates Rio de Janeiro[20][21]
- 2004: Ehrendoktor der Universidade Federal do Ceará,[22]
- 2004: Bundesverdienstkreuz[21]

## Schriften
- Das Spanienbild Domingo Faustino Sarmientos. Dissertation, Bonn (Romanische Versuche und Vorarbeiten; 25), 1968[6]
- Brasilien als Partner im akademischen Austausch. In: Beiträge zu den brasilianisch-deutschen Beziehungen. Deutscher Akademischer Austauschdienst (Hrsg.). Bonn: Forum, Bd. 10, S. 19–26, 1978
- Entwicklung und Schwerpunkte der wissenschaftlichen und kulturellen Beziehungen zwischen Brasilien und Deutschland. In: Brasilien heute. Politik, Wirtschaft, Kultur. Briesemeister, Dietrich, Kohlhepp, Gerd, Mertin, Ray-Güde, Sangmeister, Hartmut, Schrader, Achim (Hrsg.). Frankfurt am Main: Verfuert Verlag. S. 587–602, 1994 (Digitalisat).